# Yufu

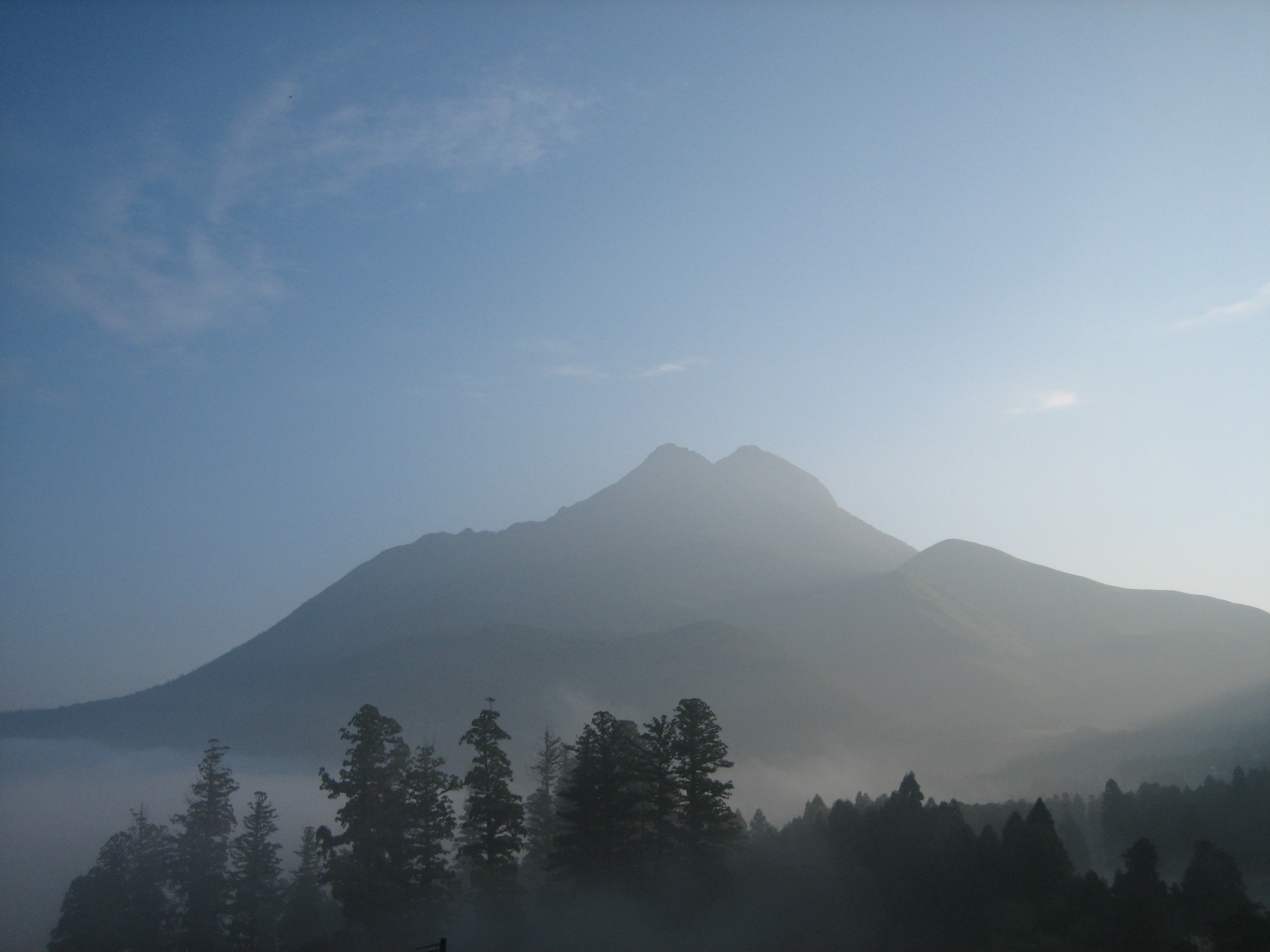
Yufudake por la mañana

Yufu (由布市 Yufu-shi?) es una ciudad en la prefectura de Ōita, Japón. La ciudad moderna de Yufu se estableció el 1 de octubre de 2005, a partir de la fusión de las ciudades de Hasama, Shōnai y Yufuin (todas del distrito de Ōita). A 1  de junio de  2019, la ciudad tiene una población estimada de 33,120, y una densidad de población de 104 personas por km². El área total es de 319.32 km².

## Geografía
Yufu se encuentra en el centro de la prefectura de Ōita, rodeado de montañas, como Yufudake (1.583 m), Shirogatake y Tokiyama. El río Ōita creó un abanico aluvial, donde se realiza la agricultura. Parte de la ciudad se nombra como una parte del parque nacional Aso Kujū. Además, Yufu es conocido por sus numerosas fuentes termales.